# Frank Buchholz

Frank Buchholz 2010

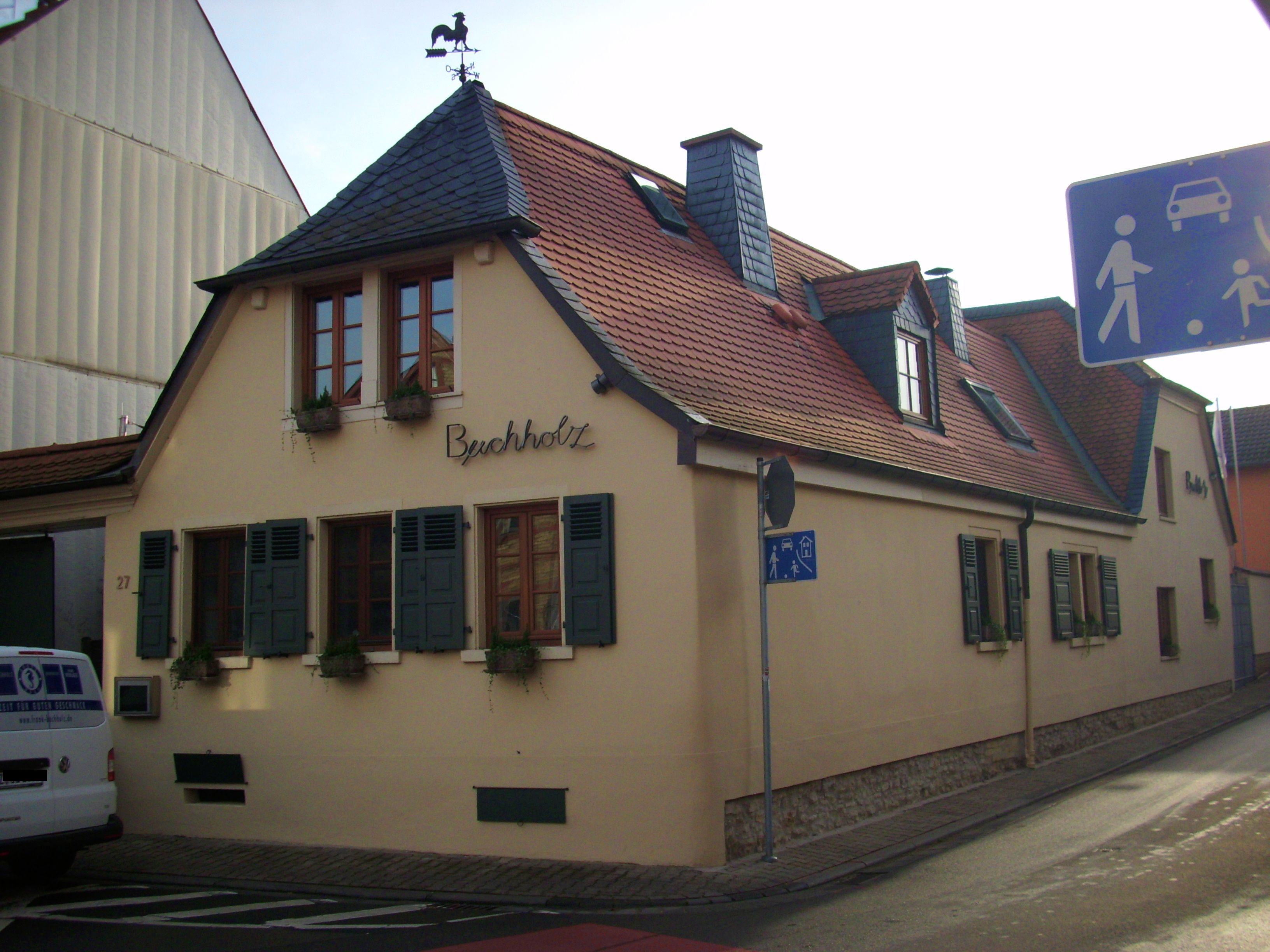
Restaurant in der Klosterstraße

Frank Buchholz (* 21. April 1967 in Dortmund) ist ein deutscher Koch, Fernsehkoch, Kochbuchautor und Unternehmer.

## Leben
Buchholz, Sohn der Unnaer Gastronomin Doris Gala wollte eigentlich einen kaufmännischen Beruf erlernen. Da er jedoch keine Lehrstelle als Hotelkaufmann bekam, nahm er eine solche als Koch an. Von 1986 bis 1996 absolvierte Buchholz seine Ausbildung bei Franz Feckl, Heinz Winkler und Gerd Käfer unter anderem in der Käfer-Stuben in München, dem Restaurant Tristan in Palma, dem Restaurant Tantris in München und dem Restaurant Marchesi in Mailand. Anschließend war er von 1996 bis 1999 Maitre de Cuisine des Brückenkellers in Frankfurt am Main.
Bekannt wurde Frank Buchholz durch die von 1997 bis 2005 ausgestrahlte Fernsehkochsendung Kochduell. 2004 war er zudem in der Serie Die Männerkochschule auf RTL zu sehen. 1998 war er Dozent für Essen und Kunst an der Frankfurter Schillerschule. 1999 wurde er von Gault-Millau als „innovativster Koch des Jahres“ mit 3 Mützen und 17 Punkten ausgezeichnet. Im gleichen Jahr gründete er mit befreundeten Köchen den Verein der Jungen Wilden. Im Jahr 2000 eröffnete er seine Kochschule Geschmackswerkstatt in Unna. 2004 eröffnete er schließlich die Kochwerkstatt in Mainz-Gonsenheim und 2005 sein Restaurant Buchholz. 2007 wurde das Restaurant Buchholz mit einem Michelinstern ausgezeichnet.
Bis 2008 war Frank Buchholz in der Sendung Promi-Kocharena auf dem Fernsehsender VOX zu sehen. Seit 2007 ist er des Öfteren in der Landesschau im SWR Fernsehen Rheinland-Pfalz zu sehen und seit 2009 gelegentlich auch im ARD Buffet. Der Aral Schlemmer Atlas hat Frank Buchholz zum „Aufsteiger des Jahres 2012“ ernannt. Gemeinsam mit Chakall und Tarik Rose war er von August 2013 bis Juli 2015 in der Sendung Beef Buddies auf ZDFneo zu sehen. Zusammen mit dem Koch Björn Freitag gestaltet er seit 2017 im WDR Fernsehen die Sendung Lecker an Bord. In jeder Folge machen beide eine kulinarische Reise durch den Westen Deutschlands.
Ende 2015 schloss er sein Restaurant Buchholz. Er begründete dies so: „Es sind vielmehr die gestiegenen Anforderungen der Gäste und der unverhältnismäßige Aufwand, der nach meinem Empfinden zu groß und belastend geworden sind“.
Als Eigentümer der Immobilie führt Buchholz die Kochschule, den Delikatessenladen und das Bootshaus weiter.

## Buchveröffentlichungen
- 1999: Goethes Erotische Liebesspeisen. Ein literarisches Kochbuch
- 1999: Jung, wild und anders: Mit Frank Buchholz kochen
- 2000: Frank Buchholz präsentiert: Herzblatt – Das Kochbuch
- 2000: Die jungen Wilden kochen
- 2002: Soup-Cult
- 2003: Kräuterküche
- 2005: Selbst gemacht
- 2007: Zeit für guten Geschmack
- 2008: Frank Buchholz Süddeutsche Zeitung Edition – Bibliothek der Köche
- 2008: Kochen für Hochstapler
- 2010: Männer kochen anders